# Charltona argyrastis
Charltona argyrastis là một loài bướm đêm trong họ Crambidae.